# Cyathura estuaria
Cyathura estuaria là một loài chân đều trong họ Anthuridae. Loài này được Barnard miêu tả khoa học năm 1914.